# Eupithecia orichloris
Eupithecia orichloris là một loài bướm đêm bản địa của Kauai, Oahu, Maui, Lanai và Hawaii.

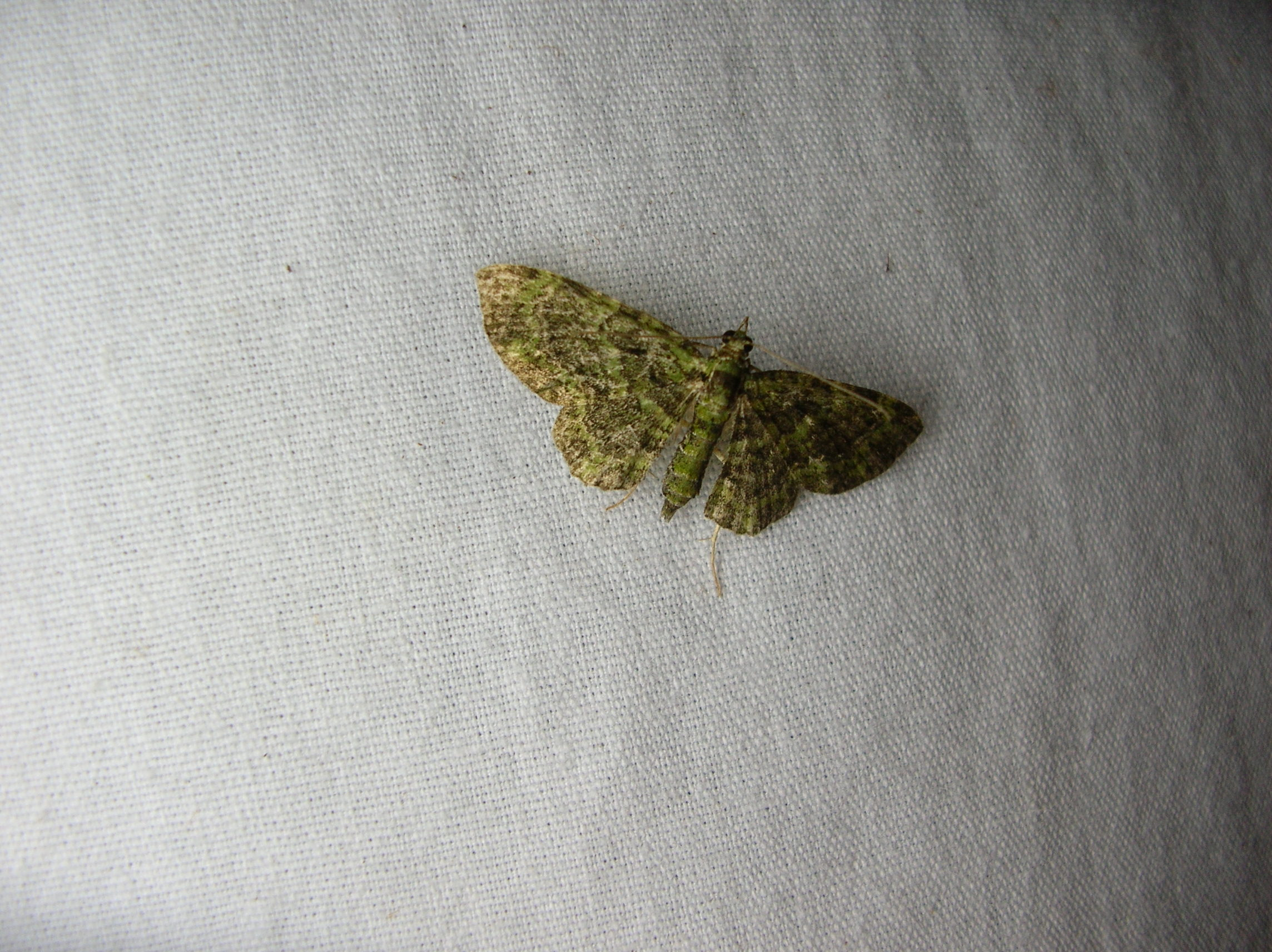

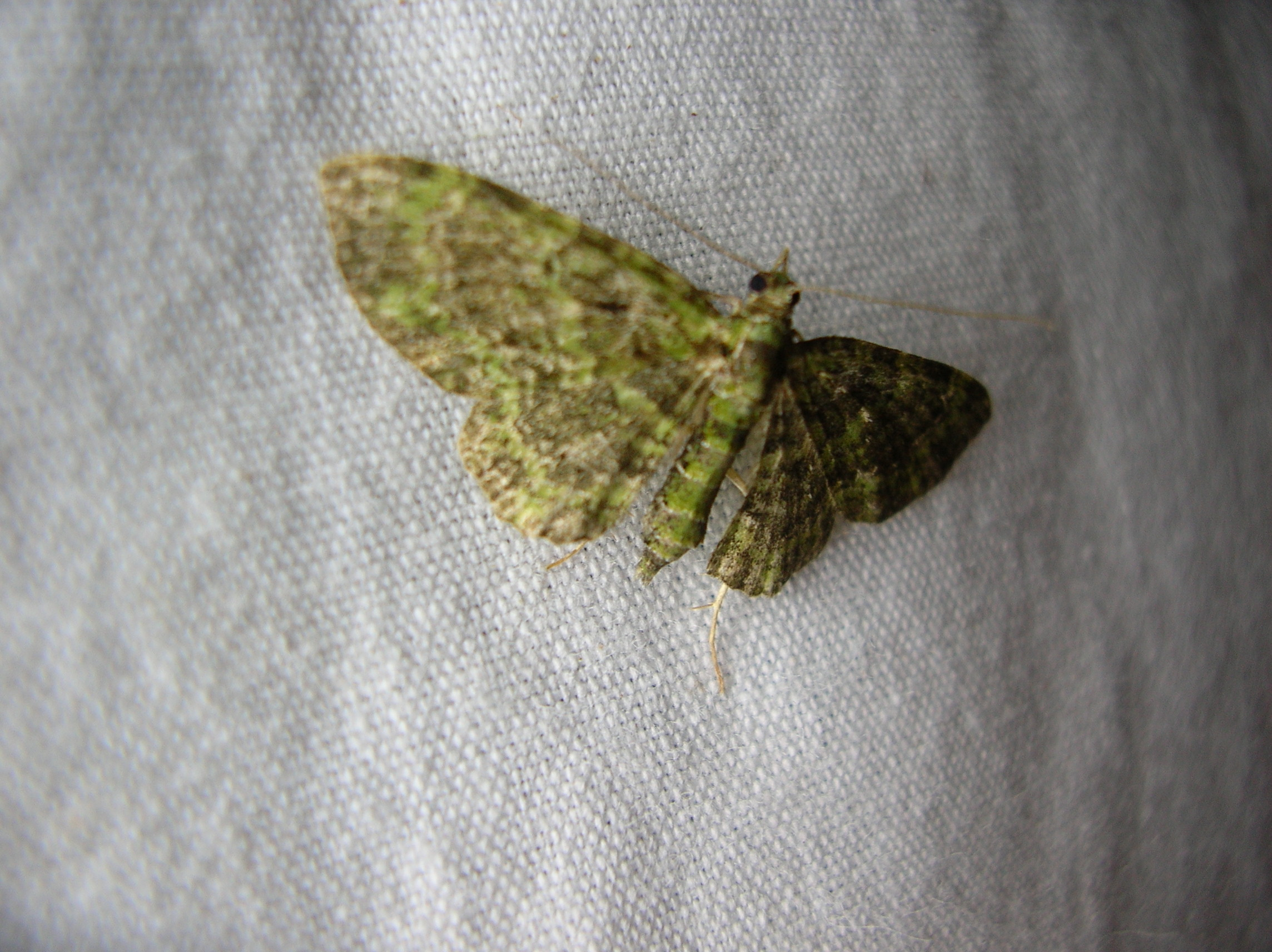